# Tineovertex melanochrysa
Tineovertex melanochrysa är en fjärilsart som beskrevs av Edward Meyrick 1911. Tineovertex melanochrysa ingår i släktet Tineovertex och familjen äkta malar. Inga underarter finns listade i Catalogue of Life.